# Корански Луг
Корански Луг је насељено место у општини Раковица, на Кордуну, Карловачка жупанија, Република Хрватска.

## Географија
Корански Луг се налази око 11 км североисточно од Раковице.

## Историја
Корански Луг се од распада Југославије до августа 1995. године налазио у Републици Српској Крајини. До 1991. био је у саставу насељеног места Кордунски Љесковац, а од 2001. је самостално насеље. До територијалне реорганизације у Хрватској налазио се у саставу бивше велике општине Слуњ.

## Становништво
Према попису становништва из 2011. године, насеље Корански Луг није имало становника.

### Број становника по пописима
| Националност   | 2001. | 1991. | 1981. | 1971. | 1961. | 1953. | 1948. | 1931. | 1921. | 1910. | 1900. | 1890. | 1880. | 1869. | 1857. |
| бр. становника | 2     | %     | %     | 96    | 32    | 31    | 89    | 166   | 180   | 188   | 197   | 211   | 180   | 212   | 210   |

- напомене:

У 2001. настало издвајањем из насеља Кордунски Љесковац. До 1948. исказивано као насеље, а од 1953. као део насеља. У 1981. и 1991. подаци садржани у насељу Кордунски Љесковац.

### Национални састав
| Националност       | 2001. |
| Хрвати             | %     |
| Срби               | %     |
| Југословени        | %     |
| остали и непознато | %     |
| Укупно             | 2     |

- за остале пописе видети под: Кордунски Љесковац.